# Benjamin Devigne
Pour les articles homonymes, voir Devigne et Desvignes.

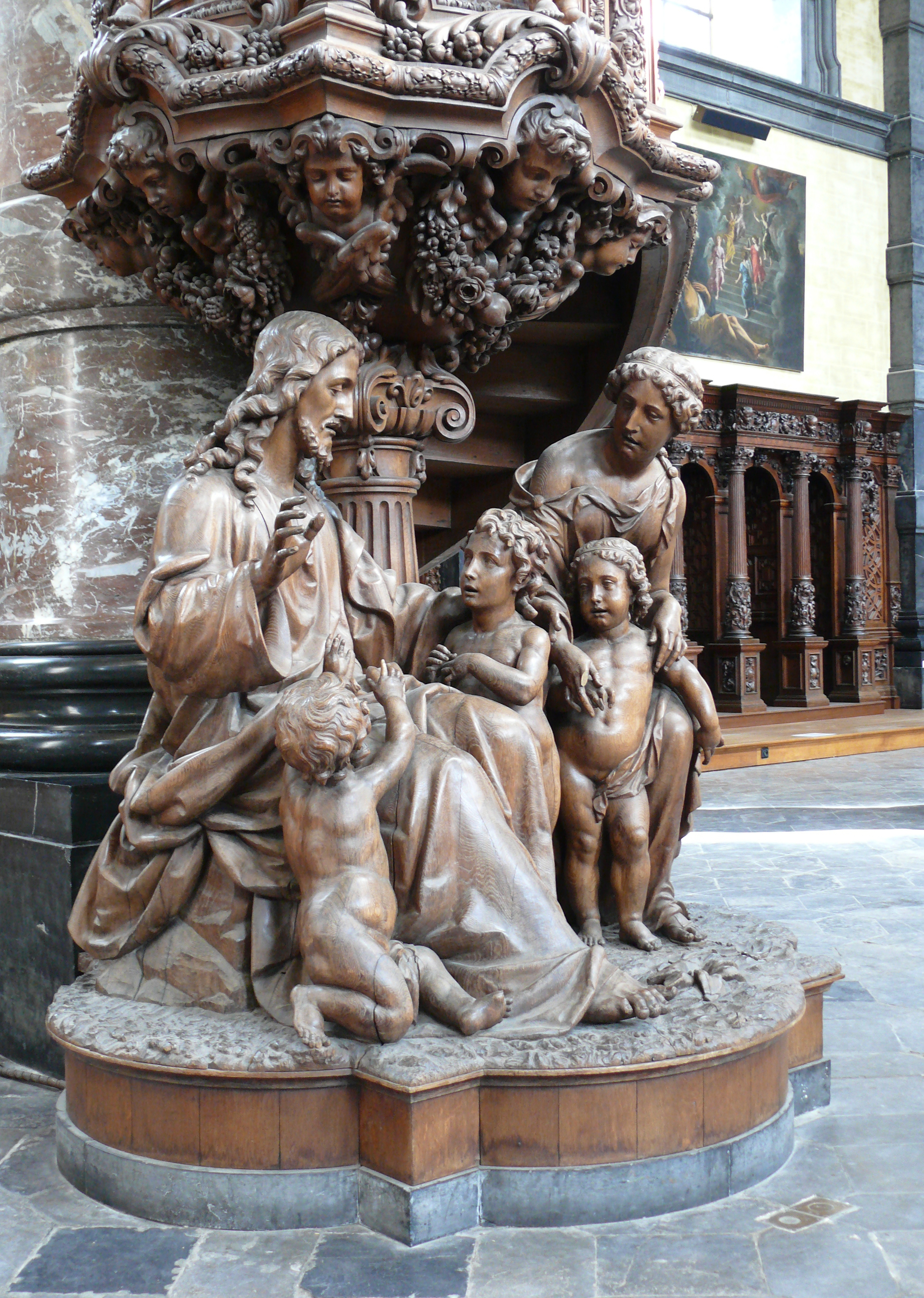
Laissez venir à moi les petits enfants, église Saint-Loup à Namur.

Benjamin Devigne, né à Dinant (Belgique) en 1827 et y décédé en 1894, est un artiste sculpteur belge de la fin du XIXe siècle.

## Biographie
Né à Dinant en 1827, Benjamin Devigne est initié par son père à la sculpture. Il complète sa formation artistique professionnelle dans l’atelier de Guillaume Geefs à Bruxelles. Revenu dans sa ville natale il enseigne le dessin et la sculpture. Il devient le directeur de l’école des Beaux-arts (alors située rue en Rhée, sur la rive droite de la Meuse).
Comme artiste-sculpteur Devigne restaure la fontaine Patinier (1887). Il est surtout connu pour son œuvre magistrale, la chaire de vérité de l’église Saint-Loup, à Namur, au pied de laquelle se trouve une remarquable composition, Laissez venir à moi les petits enfants (Jésus entouré d’enfants).
Resté toute sa vie fidèle à la ville de Dinant il y meurt en 1894.

## Reconnaissance publique
- La ville de Dinant a donné le nom de Benjamin Devigne à une rue du quartier Saint-Pierre (rive droite de la Meuse)
- Les élèves de Benjamin Devigne lui ont élevé en 1912 un monument surmonté de son buste en bronze au pied de la Montagne de la Croix, quartier Saint-Nicolas, à Dinant.